# Sjælehyrde
|  | Denne artikel er oprettet af botten Steenthbot ud fra en ekstern database. Den kan derfor have sproglige fejl eller mangler. Denne skabelon kan fjernes efter kontrol af indholdet. |

Sjælehyrde er en dansk dokumentarfilm fra 2016 instrueret af Ingrid Høgh Rasmussen og Anna Nørskov Henriksen.

## Handling
Med et telefonopkald får den katolske mand Tống Phước Phúc et tip, når et foster er efterladt på gaden. Han kører ud i natten for at hente dem, hvor de typisk er lagt i en lille æske. Han har skabt en kæmpe fosterkirkegård i Nha Trang i Vietnam, hvor flere tusinde grave har plads – det er hans vision at give hvile og fred til de aborterede fostre. Phúc opfordrer desuden også kvinder, som er gravide uden for ægteskab, til at bo hos ham under graviditeten i stedet for at vælge abort. 'Sjælehyrde' udforsker en enkelt mands anderledes etiske handlen og tankegang, som beror på hans sjæleopfattelse.